# Hnilecké vrchy
Hnilecké vrchy jsou jedním z geomorfologických podcelků Volovských vrchů.
Vyplňují území mezi Hnilcem na jihu a Hornádem na severu, táhnou se od Gelnice po Markušovce. Dále se člení na geomorfologické části Galmus a Hnilecké podolie. Nejvyšším vrcholem je Bukovec (1127 m), Dalšími výraznými vrcholy jsou Korban (1110 m), Ostrý vrch (1082 m), Skala (1014 m), Biela skala (926 m), Vysoký vrch (874 m).
Uvnitř podcelku leží obce Slovinky, Poráč a Rudňany.